# Église Saint-Antoine de Bâle
L'église Saint-Antoine (Antoniuskirche) est une église catholique construite entre 1925 et 1927, située à Bâle en Suisse. Elle est dédiée à saint Antoine de Padoue.
Construite par Karl Moser, c'est la première église entièrement en béton de Suisse.